# Garaeus phthinophylla
Garaeus phthinophylla là một loài bướm đêm trong họ Geometridae.